# 抢救邱财康
抢救邱财康，时称抢救钢铁工人丘财康，指1958年中國上海广慈医院（今上海交通大学医学院附属瑞金医院）医护人员成功抢救烧伤的钢铁工人邱财康的事迹。

## 始末
1958年5月26日深夜，上海第三钢铁厂工人邱财康（1928年—2014年3月17日）被掉落的钢水严重烧伤，全身烧伤面积89.3%，其中三度烧伤23%。当时尚无灼伤面积超过80%的生还病例，专家们对治愈普遍表示悲观。中共广慈医院党委召开紧急会议，要求破除迷信，努力抢救。上海第二医学院和广慈医院组织抢救小组，董方中任组长，史济湘任副组长，小组成员包括傅培彬、邝安堃、杨之骏、戴自英、张涤生等40多名专家。
严重烧伤的病人要经历三个关卡：休克关、感染关、植皮关。医护人员增加补液尤其是血浆，使邱财康度过“休克关”。6月2日，邱财康被绿脓杆菌感染，出现败血症，医护人员用多粘菌素B（需从香港采购）治疗，为控制败血症，截去邱财康的左手。后细菌产生对多粘菌素的耐药，医护人员采用输入带有抗体的健康者的血液、噬菌体清洗伤口等方法，到8月度过了“感染关”。为防止皮肤感染和褥疮，医院工人制造、使用了中国第一张翻身床。历经5月26日、7月26日、8月26日移植补皮，邱财康痊愈，度过“植皮关”。11月21日出院。

## 影响
1964年1月22日，中华人民共和国卫生部召开大会，表彰广慈医院抢救邱财康的事跡。袁克俭称，当时业界公认的美国烧伤学科权威伊文思的理论，仅适用于全身烧伤面积低于50%的情况。医护人员后来将休克阶段的补液总结为“烧伤早期液体复苏的瑞金公式”。瑞金医院认为：“成功抢救邱财康，是瑞金医院灼伤整形学科的起点，也为中国烧伤整形学科贡献了开拓性的经验。”“改写了国内外的烧伤治疗纪录，让我国烧伤外科治疗水平跃居国际领先地位。”1977年瑞金医院成功抢救烧伤情况更为严重的工人杨光明。2015年5月5日至6日，瑞金医院成功抢救大面积烧伤病人邱财康六十周年纪念大会在上海国际会议中心举行。
1958年6月28日《中国青年报》发表通讯《共产主义精神的凯歌》，1958年7月1日《人民日报》发表通讯《党救活了他——记抢救上钢三厂工人丘财康的经过》（被北京电视台改编为同名电视剧《党救活了他》）。巴金专程到医院看望邱财康，创作了报告文学《一场挽救生命的战斗》。上海科学教育电影制片厂摄制成纪录片《生命的凯歌——抢救丘财康的胜利》，上海电影制片厂改编为电影《春满人间》。孙道临等排演了话剧《共产主义凯歌》。

## 评论
- 抢救小组成员、中国工程院院士张涤生：“这是知识分子集体智慧的结晶，体现了知难而上的精神。100个日夜里，医患并肩作战，最终病人获得了生命，医生获得了胜利。现在看来，这种精神是不过时的。”[1]
- 1960年《电影艺术》杂志文章认为：“丘财康事件是我们时代涌现的无数奇迹之一，具有着很大的社会典型意义：它突出地表现了我国社会生活中崭新的人和崭新的人与人之间的关系，表现了党领导下的我国人民的敢想、敢说、敢做的共产主义风格，表现了伟大的共产主义思想对狭隘的资产阶级偏见的胜利。”[3]
- 张殷豪：“‘抢救邱财康’的医学奇迹乃至更广义的工人健康状况的大幅提升的奇迹，根本原因是社会关系的改变，是崭新的社会主义制度建立的结果。这与1978年《人民日报》想要强调的支持先进医学技术或‘热心科学事业’有着根本的不同。”[4]

## 扩展阅读
- . 中级医刊杂志. 1958, (10): 6-9.
- . 上海档案. 1998, (4): 52-58.
- 中共上海第二医学院委员会宣传部 (编). . 上海: 上海人民出版社. 1958.